# Cecilia (film 2001)
Cecilia è un film del 2001 diretto da Antonio Morabito.
La pellicola è basata sul cortometraggio omonimo dello stesso regista.
Il film è stato presentato nel novembre del 2001 al 19° Torino Film Festival, fuori concorso. È stato poi distribuito nelle sale nel 2003 dalla Pablo di Gianluca Arcopinto.